# Sons a la memòria de Förchtgotta-Tovačovského
Sons a la memòria de Förchtgotta-Tovačovského, JW VI/1 (en txec Zvuky ku památce Förchtgotta-Tovačovského), és una composició per a orquestra de corda (3 violins, viola i violoncel) de Leoš Janáček escrita a Brno el 1875 en record del compositor i mestre de capella txec Arnošt Förchtgott Tovačovský. Té una durada aproximada de 5 minuts i mig. Es va estrenar el 9 de maig de 1988 a Staint Louis, als Estats Units.